# Jacques Aletti
Pour les articles homonymes, voir Aletti.
Jacques Aletti (né le 18 mars 1955 à Tlemcen, en Algérie) est un athlète français d'1,87 m, spécialiste du saut en hauteur.
Inscrit au Evreux Athlétic Club où il est entraîné par M. Fouchet, il s'adjuge, en tant que membre du CREPS de Houlgate, le titre de champion de France universitaire ASSU en 1975 avec un bond de 2,14 m et il se classe deuxième des Championnats d'Europe en salle 1976 de Munich, s'inclinant avec une hauteur de 2,19 m face au Soviétique Sergey Senyukov (2,21 m). Il remporte cette même année à Villeneuve-d'Ascq les Championnats de France d'athlétisme avec un bond de 2,14 m. Il participe cette même année aux Jeux olympiques d'été de 1976.
Son record personnel, établi en 1977, est de 2,21 m, soit en l'occurrence à un centimètre de la meilleure performance nationale de l'année réalisée dans cette discipline par Franck Bonnet.

## Palmarès
| Date | Compétition                    | Lieu   | Résultat | Discipline      |
| ---- | ------------------------------ | ------ | -------- | --------------- |
| 1976 | Championnats d'Europe en salle | Munich | 2e       | Saut en hauteur |

## Sources
- DocAthlé2003, p.438, Fédération française d'athlétisme, 2003